# Parma (New York)
Pour les articles homonymes, voir Parma.
Parma est une ville du comté de Monroe, dans l'État de New York, aux États-Unis,. En 2010, elle comptait une population de 15 633 habitants.

## Démographie
Lors du recensement de 2010, la ville comptait une population de 15 633 habitants. Elle est estimée, en 2019, à 15 771 habitants.